# Liste der Stolpersteine in Querfurt
Die Liste der Stolpersteine in Querfurt enthält alle Stolpersteine, die im Rahmen des gleichnamigen Kunst-Projekts von Gunter Demnig in Querfurt verlegt wurden. Mit ihnen soll Opfern des Nationalsozialismus gedacht werden, die in Querfurt lebten und wirkten. 2011 wurden in der Kernstadt Querfurt zwei Steine an zwei Adressen und ein Weiterer in der Ortschaft Schmon verlegt.

## Liste der Stolpersteine

### Stadt Querfurt
| Adresse                                                    | Datum der Verlegung | Person | Inschrift                                                                              | Bild | Bild des Hauses |
| ---------------------------------------------------------- | ------------------- | --- | -------------------------------------------------------------------------------------- | ---- | --------------- |
| Hinterm Wehr 12 (Ehemals Hinteres Wehr 1) ·                | 17. Okt. 2011       | Oskar Golub (1882–1942) Oskar Golub wurde in Tscherkassy geboren. Am 1. Juni 1942 wurde er mit einem über Halle (Saale) fahrenden Transport ins Vernichtungslager Sobibor deportiert, wo er unmittelbar nach der Ankunft zwei Tage später ermordet wurde. In der Nacht vom 29. auf den 30. Januar 2018 wurde der Stolperstein von Unbekannten gestohlen. | Hier wohnte OSKAR GOLUB Jg. 1882 deportiert 1942 Sobibor ermordet 3.6.1942             |      |                 |
| Merseburger Straße 97 (Ehemals Hermann-Göring-Straße 97) · | 17. Okt. 2011       | Rosa Vopel geb. Abolnik (1895–1942) Die geschiedene Rosa Vopel geb. Abolnik wurde am 1. Juni 1942 mit einem über Halle (Saale) fahrenden Transport ins Vernichtungslager Sobibor deportiert, wo sie unmittelbar nach der Ankunft zwei Tage später ermordet wurde.                                                                                        | Hier wohnte ROSA VOPEL geb. Abolnik Jg. 1895 deportiert 1942 Sobibor ermordet 3.6.1942 |      |                 |

### Ortschaft Schmon
| Adresse         | Datum der Verlegung | Person | Inschrift                                                                                  | Bild | Bild des Hauses |
| --------------- | ------------------- | --- | ------------------------------------------------------------------------------------------ | ---- | --------------- |
| Glockenberg 5 · | 17. Okt. 2011       | Albert Mielke (1895–1933) Albert Mielke stammte aus Kleinschwarzsee und begann 1914 ein Theologiestudium in Halle (Saale). Mit Ausbruch des Ersten Weltkrieges meldete er sich als Freiwilliger und setzte sein Studium erst 1919 in Greifswald fort. In Stettin legte er im Januar 1920 sein erstes Examen ab, im April 1921 folgte das zweite Examen. Bereits im September 1921 erfolgte die Ordination. 1923 heiratete er Maria Lang-Heinrich, mit der er drei Kinder hatte. Ab 1923 arbeitete er zunächst in Hainrode, später in Geußnitz als Pfarrer, bis er schließlich im April 1932 eine Stelle in Oberschmon antrat. Dort erwies er sich als ausgesprochener Gegner des Nationalsozialismus. Als die Deutschen Christen bei den Kirchenwahlen am 23. Juli 1933 den Ortsgruppenführer des SA Bielke aufstellen wollten, ließ Mielke diesen kurzerhand von der Kandidatenliste streichen, da er keine Beziehung zur Kirchengemeinde hatte. Der Pfarrer war daraufhin offenen Drohungen ausgesetzt. Am 2. November 1933 machte er sich in den Abendstunden von einer Konfirmationsstunde in Ziegelroda mit dem Fahrrad auf den Heimweg, kam aber nie in Oberschmon an. Am folgenden Tag wurde seine Leiche auf dem Abstellgleis des Bahnhofs Leimbacher Gaststätte gefunden. Obwohl schwere Verletzungen an Kopf und Händen, sowie sein blutbespritztes und weit vom Gleis abgestelltes Fahrrads stark auf ein Gewaltverbrechen hindeuteten, leitete die Polizei kein Ermittlungsverfahren ein, sondern tat die Sache als „Unfall“ ab. | ALBERT MIELKE Pfarrer Jg. 1895 im christlichen Widerstand in Oberschmon ermordet 2.11.1933 |      |                 |